# Дзержинская (платформа, Москва)
Дзержи́нская — демонтированная платформа закрытой ветки Бескудниково — Лосиноостровская в Москве.
Располагалась у пересечения ветки с Енисейской улицей. Первоначально называлась «8 километр».
10 сентября 1966 году движение на участке Дзержинская — Лосиноостровская было прекращено в связи с открытием трамвайного маршрута по Енисейской улице. С этого времени до 18 мая 1976 года платформа была конечной на линии от станции Бескудниково, вблизи платформы была остановка трамвая. В конце 1970-х годов платформа и пути на этом участке были окончательно ликвидированы.